# Municipio de Linn Creek
El municipio de Linn Creek (en inglés: Linn Creek Township) es un municipio ubicado en el condado de Van Buren en el estado estadounidense de Arkansas. En el año 2010 tenía una población de 655 habitantes y una densidad poblacional de 7,44 personas por km².

## Geografía
El municipio de Linn Creek se encuentra ubicado en las coordenadas 35°43′40″N 92°26′42″O / 35.72778, -92.44500. Según la Oficina del Censo de los Estados Unidos, el municipio tiene una superficie total de 88.01 km², de la cual 87,66 km² corresponden a tierra firme y (0,4 %) 0,35 km² es agua.

## Demografía
Según el censo de 2010, había 655 personas residiendo en el municipio de Linn Creek. La densidad de población era de 7,44 hab./km². De los 655 habitantes, el municipio de Linn Creek estaba compuesto por el 93,28 % blancos, el 1,98 % eran afroamericanos, el 1,22 % eran amerindios, el 0,15 % eran asiáticos, el 1,22 % eran de otras razas y el 2,14 % eran de una mezcla de razas. Del total de la población el 1,83 % eran hispanos o latinos de cualquier raza.